# Jessica Zelinka
Jessica Zelinka, född 3 september 1981, är en friidrottare från Kanada. Hon deltog vid olympiska sommarspelen 2008 och olympiska sommarspelen 2012.